# Ly hợp

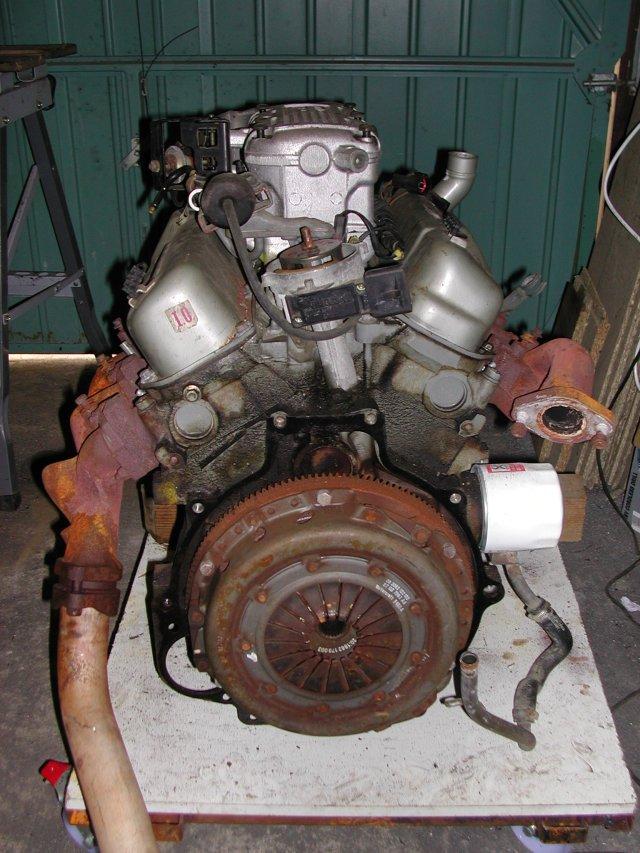
Li hợp nằm trong bánh đà gắn trên động cơ Ford Cologne V6 2.9

Ly hợp (còn được đa số người dùng tiếng Việt gọi là côn, nồi hay nồi embrayage; tiếng Anh gọi là clutch, tiếng Pháp gọi là embrayage), là một trong những bộ phận chủ yếu của ôtô máy kéo.
Ly hợp nối trục khuỷu của động cơ (cốt máy) với hệ thống truyền lực nhằm truyền moment một cách êm dịu và cắt truyền động đến hệ thống truyền lực được nhanh, dứt khoát trong những trường hợp cần thiết. Thông thường, ly hợp và bánh đà của động cơ được cấu tạo thành một khối có dạng giống hình khối trụ hoặc khối nón. Vì thế mà nhiều người thường hay bị nhầm lẫn giữa hai khái niệm ly hợp và bánh đà.

## Phân loại
Có nhiều loại ly hợp, tuỳ theo cách phân loại chúng ta sẽ có những loại ly hợp khác nhau.

### Theo cấu tạo

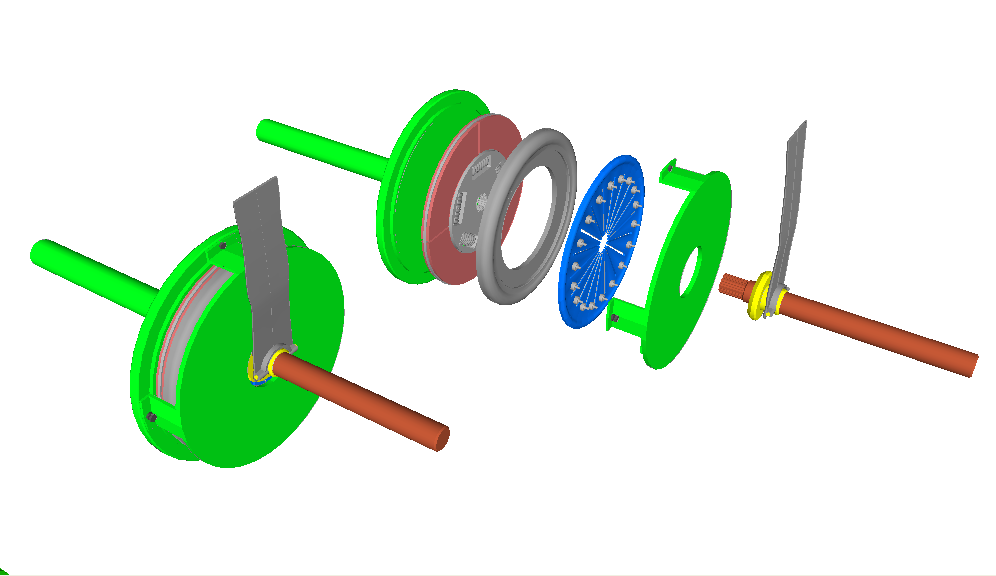
Cấu tạo đơn giản của li hợp sử dụng đĩa ma sát

Theo từng loại phương tiện, từng dòng của phương tiện mà ly hợp sẽ khác nhau:

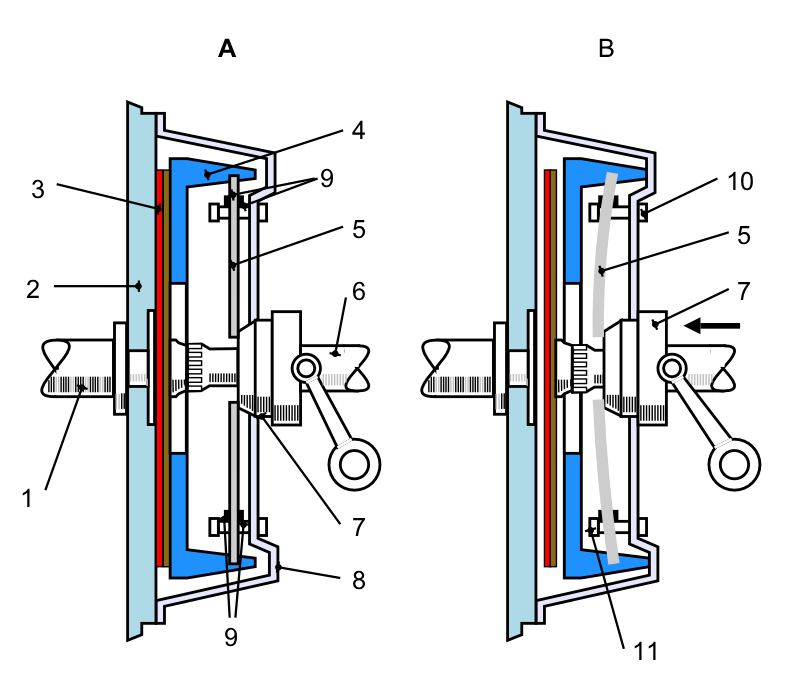
Cấu tạo cắt ngang của một li hợp sử dụng đĩa ma sát

### Theo cách điều khiển
Điều khiển do người lái xe: dùng tay côn (giống như bóp phanh ở xe đạp) hay chân côn (bàn đạp) để điều khiển (bóp tay côn hay đạp chân côn để ngắt ly hợp, nhả tay côn hay chân côn để đóng li hợp); chịu được tải lớn và có thể điều khiển bắt buộc việc đóng – ngắt ly hợp theo ý muốn, tuy nhiên việc phải chủ động ngắt ly hợp khi khởi động động cơ hay sang số bị coi là phiền phức đối với một số người sử dụng (họ cho rằng đây là khuyết điểm của loại li hợp này); thường được dùng ở xe chuyên chở, xe thể thao,... như một số loại xe máy (Honda Cub 67,...), nhiều loại xe hơi (dùng hộp số thủ công), các loại xe motor, xe tải,...
Điều khiển tự động: tự động đóng côn khi trục sơ cấp của ly hợp đạt đến một tốc độ quay nhất định nào đó (nói nôm na là ta có thể điều khiển một cách gián tiếp thông qua việc vặn ga); chịu tải thấp nhưng thuận tiện trong việc khởi động động cơ hay sang số; thường được dùng ở xe có tải trọng thấp, xe dành cho người mới tập lái như một số loại xe máy (Honda Cub 50,...), một số loại xe hơi (dùng hộp số tự động),...

### Theo cách truyền moment xoắn (moment quay) từtrục khuỷucủađộng cơđến hệ thống truyền lực

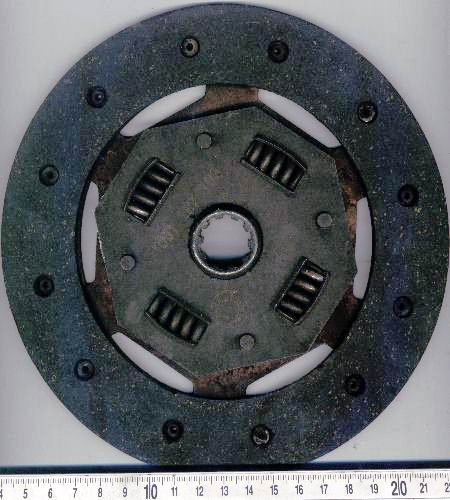
Đĩa ma sát của li hợp sử dụng đĩa ma sát

Gồm 4 loại
1. Ly hợp ma sát
2. Ly hợp thủy lực
3. Ly hợp nam châm điện
4. Ly hợp liên hiệp

### Theo số lượng li hợp (đối với hệ thống truyền lực trên xe)
- Ly hợp đơn: thường được đặt trước hộp số, tức là đặt giữa động cơ và hộp số để nhận moment từ trục khuỷu của động cơ tại bánh đà và truyền moment cho trục sơ cấp của hộp số.

- Ly hợp kép: giúp hộp số ăn khớp mượt hơn và truyền được moment lớn hơn.

## Hiện nay
Trên ô tô, ly hợp ma sát là loại được sử dụng nhiều nhất.
Ly hợp thủy lực cũng đang được phát triển vì nó có ưu điểm căn bản là giảm được tải trọng va đập lên hệ thống truyền lực (thường được sử dụng ở xe dùng hộp số tự động).